# Rostrinucula
Rostrinucula es un género con dos especies de plantas con flores perteneciente a la familia Lamiaceae. Es originario de China.

## Especies
- Rostrinucula dependens
- Rostrinucula sinensis